# Клек (село, Хорватия)
Клек (хорв. Klek, итал. Clesto) — населённый пункт в Хорватии. Располагается вдоль Адриатического моря в Южной Далмации. Находится в муниципалитете Сливно. Ближайшие населённые пункты сёла Комарно и Неум, рядом с границей Боснии и Герцеговины. В селе проживает 159 человек.

## Пляж
В Клеке находится один из лучших пляжей Южной Хорватии. Так как населённый пункт находится в бухте, то вода становится теплее гораздо раньше. Есть пологий вход в воду, нехарактерный для других пляжей Хорватии.

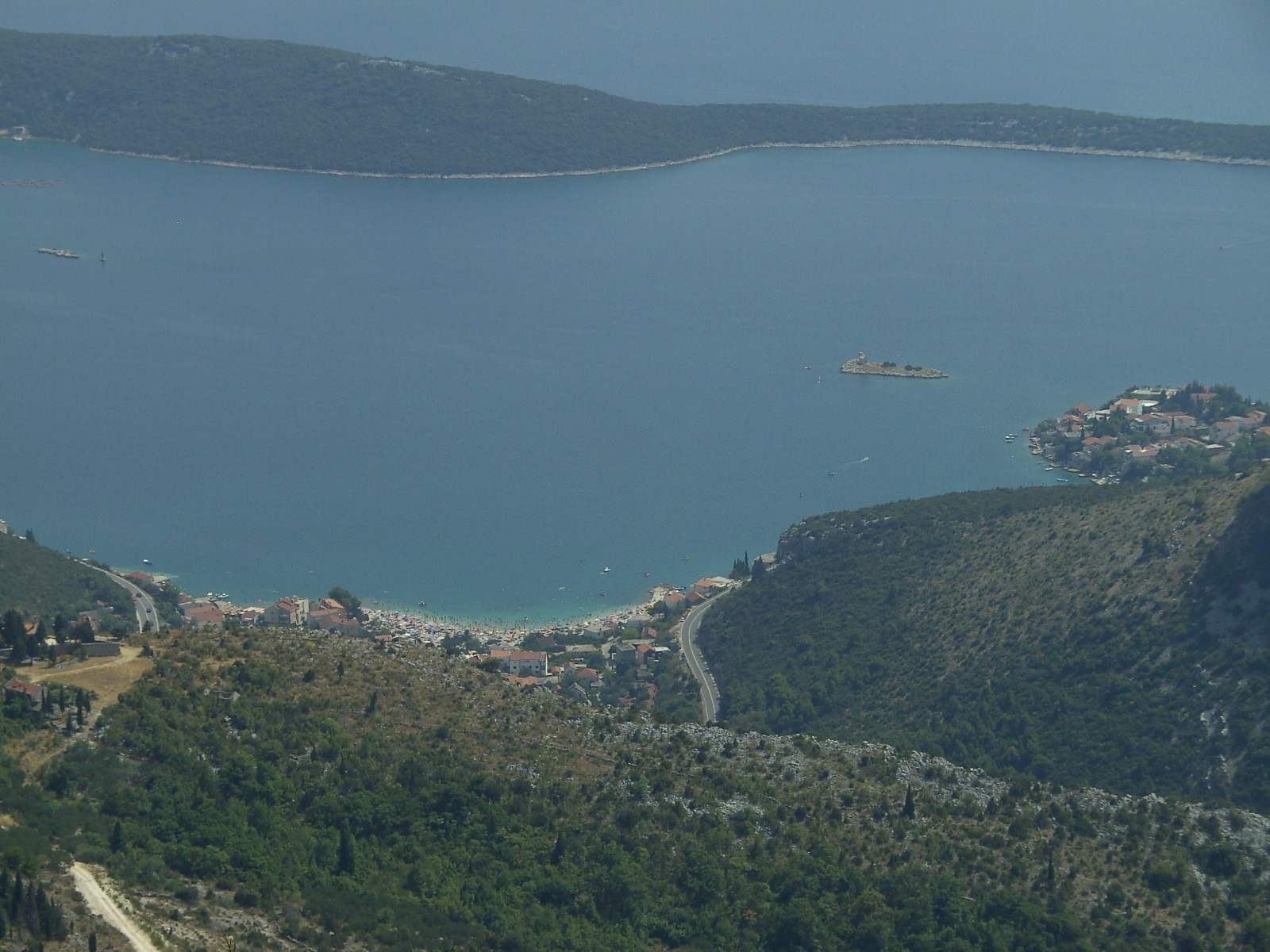
Вид на Клек с горы